# Trato de poliglutamina
Um trato de poliglutamina ou trato poliQ é uma porção duma proteína que consiste numa sequência de várias unidades de glutamina. Um destes tractos consiste, normalmente, de entre dez a algumas centenas de unidades.
Uma infinidade de genes, em várias espécies de eucarióticas (inclusive humanos), contém várias repetições do triplete de nucleótidos CAG ou CAA. Quando o gene se traduz em proteínas, cada um destes tripletos dá origem a uma unidade do aminoácido glutamina, resultando na formação dum tracto de glutamina. Diferentes alelos desses genes, geralmente, têm um número diferente de tripletes, uma vez que a sequência altamente repetitiva tende a contrair-se e expandir-se.
Diversos transtornos neurodegenerativos hereditários, denominados doenças de poliglutamina, podem ocorrer se uma mutação fizer com que um tracto de poliglutamina num gene específico se torne demasiado longo. Alguns exemplos importantes destas doenças são a ataxia espinocerebelar e a doença de Huntington. Acredita-se que as células não podem eliminar correctamente as proteínas que tenham tractos de poliglutamina muito longos, o que, com o tempo, danifica os neurónios. Quanto maior é o tracto da poliglutamina, mais cedo tende a aparecer este tipo doenças durante a vida.

## História
As sequências de nucleótidos que codificam um trato poliQ longo foram descritas pela primeira vez no gene que codifica o receptor Notch. A variação do comprimento deste trato poliQ de Notch, causada pela instabilidade da repetição do triplete, veio mais tarde a descobrir-se que causava defeitos no desenvolvimento. A importância do tractos expandidos similarmente em seres humanos tornou-se evidente quando se verificou que a presença destes tractos poliQ poderia constituir a base da doença de Huntington e várias ataxias espinocerebelares. No geral, em vários transtornos neurodegenerativos estão implicadas expansões de repetições de nucleótidos em sequências codificadoras de proteínas.